# Маторци
Маторци (енгл. Folks!) је америчка комедија из 1992. године у режији Теда Кочефа.

## Радња
Џон има све што жели: лепу жену, добру децу, одличан посао и кућу из снова, али његов савршени живот ускоро ће се сасвим променити. Џонов сенилни отац Хари запалиће своју кућу док му супруга Милдред буде у болници. Џону не преостаје ништа друго него да родитеље доведе у свој дом. Мало по мало, његов живот постаје пакао, а он сам дезорјентисан и депресиван. Губи посао и под истрагом је од стране ФБИ-а због илегалне трговине, супруга Одри га напушта... Кад је мислио да ствари не могу бити горе, досељава се његова сестра Арлин са својом неваспитаном децом, а свима им прети избацивање из куће.

## Улоге
| Глумац           | Улога          |
| ---------------- | -------------- |
| Том Селек        | Џон Олдрич     |
| Венди Крузон     | Одри Олдрич    |
| Дон Амичи        | Хари Олдрич    |
| Ен Џексон        | Милдред Олдрич |
| Кристина Еберсол | Арлин Олдрич   |
| Мајкл Мерфи      | Ед             |
| Роберт Пасторели | Фред           |

## Локације
Филм је сниман у САД на следећим локацијама:
- Бока Ратон, Флорида,
- Брајни Бризиз, Флорида,
- Чикаго, Илиноис,
- Међународни аеродром Клоу, Болингбрук, Илиноис.